# Paulo Benedito Bonifácio Maximiano
Paulo Benedito Bonifácio Maximiano – noto come Paulinho – (Monte Carmelo, 30 dicembre 1975) è un ex calciatore brasiliano, di ruolo centrocampista.

## Carriera
Dopo aver militato in vari club, nel 2006 raggiunse le semifinali di coppa con l'Ipatinga e, notato dal Flamengo, vi si trasferì nello stesso anno.
L'anno dopo si trasferì nel club israeliano del Maccabi Haifa, per poi tornare in Brasile a fine carriera.